# Ulrich van Mecklenburg-Güstrow
Ulrich III van Mecklenburg-Güstrow (Schwerin, 5 maart 1527 – Güstrow, 14 maart 1603) was de derde zoon zoon van Albrecht VII van Mecklenburg-Güstrow en van Anna van Brandenburg.
In 1550 volgde hij zijn neef Magnus op als administrator van het bisdom Schwerin en trouwde nadien met diens weduwe Elisabeth, een dochter van koning Frederik I van Denemarken. Toen in 1552 een erfopvolgingscrisis ontstond in Mecklenburg-Schwerin kwamen Ulrich en zijn broer Johan Albrecht tot een bestuursovereenkomst: Ulrich volgde zijn broer op in Güstrow (oostelijk Mecklenburg) en deze nam het bestuur over in Schwerin (westelijk Mecklenburg). 
Ulrich was een geleerd man en overtuigd luthers. Hij had één dochter, Sophia, die huwde met koning Frederik II van Denemarken.